# Струм подвійного шару
Струм подвійного шару (рос. ток двойного слоя, англ. double-layer current) — нефарадеївський струм iDL, що пов'язаний з заряджанням електричного подвійного шару на границі поділу фаз електрод-розчин і задається співвідношенням: 
{\displaystyle i_{DL}={\frac {d(\sigma A)}{dt}}}, 
де σ — поверхнева густина заряду подвійного шару, A — площа границі поділу фаз електрод-розчин, t — час.